# Gerstlauer
Gerstlauer Amusement Rides GmbH is een Duitse fabrikant van vaste en transportabele achtbanen en flatrides, gevestigd in Münsterhausen, Duitsland.
Anno 2025 heeft het bedrijf 116 achtbanen gebouwd, die op één na nog allemaal bestaan. Twee achtbanen daarvan hebben een wereldrecord in handen: de indoorachtbaan TMNT Shellraiser heeft de steilste eerste afdaling op een achtbaan, en The Smiler in Alton Towers bevat 14 inversies.

## Geschiedenis[2]

### Leverancier van onderdelen voor Schwarzkopf
In 1982 richtte Hubert Gerstlauer, een voormalig medewerker van Schwarzkopf GmbH, zijn eigen bedrijf op, genaamd "Gerstlauer Elektro GmbH". Met dit bedrijf leverde hij elektrische en pneumatische onderdelen voor Schwarzkopf.
Na het faillissement van Schwarzkopf in 1992, nam Gerstlauer een deel van de fabriekshallen over en ging zelf verder met het bouwen van attracties en achtbanen. In verband met de toename van de productie, veranderde het bedrijf van naam naar "Gerstlauer Amusement Rides GmbH" in maart 2007.

### Individueel attractiebouwer
De eerste individuele achtbaan van Gerstlauer is G'sengte Sau in het Duitse Erlebnispark Tripsdrill. Sinds 2003 is de populariteit van Gerstlauer toegenomen door hun Euro-Fighter-model, wat anno 2025 op 26 plaatsen in de wereld terug te vinden is. Een kenmerk van een Euro-Fighter is de eerste afdaling welke een hoek van meer dan 90 graden maakt, dus verder dan verticaal. 
Een ander populair model is de Spinning Coaster, een draaiende achtbaan waarin bezoekers tegenover elkaar in een draaiend karretje zitten. (Dit in tegenstelling tot de meeste andere fabrikanten waar de bezoekers met hun rug naar elkaar zitten.)
De populairste flatride van Gerstlauer is de Sky Fly, die sinds 2012 gebouwd wordt en waar er twee van in de Benelux staan.

## Lijst van bekendste achtbanen[3]
| Naam                                     | Type                                          | Park                            | Opening | Status |
| ---------------------------------------- | --------------------------------------------- | ------------------------------- | ------- | ------ |
| G'sengte Sau                             | Bobsled Coaster                               | Erlebnispark Tripsdrill         | 1998    | Open   |
| Oachkatzl                                | Family coaster                                | Märchenwald im Isartal          | 1999    | Open   |
| Thor's Hammer                            | Bobsled Coaster                               | Djurs Sommerland                | 2002    | Open   |
| Drachenritt                              | Bobsled Coaster                               | Belantis                        | 2003    | Open   |
| Vilda Musen                              | Bobsled Coaster                               | Gröna Lund                      | 2003    | Open   |
| Vild-Svinet                              | Euro-Fighter#Custom                           | BonBon-Land                     | 2003    | Open   |
| Drachenjagd                              | Junior coaster                                | Legoland Deutschland            | 2003    | Open   |
| Fairly Odd Coaster                       | Draaiende achtbaan                            | Nickelodeon Universe            | 2004    | Open   |
| Heiße Fahrt                              | Bobsled Coaster                               | Wild- und Freizeitpark Klotten  | 2004    | Open   |
| Coastersaurus                            | Junior coaster                                | Legoland California             | 2004    | Open   |
| Typhoon                                  | Euro-Fighter (Custom)                         | Bobbejaanland                   | 2004    | Open   |
| Spinning Dragons                         | Draaiende achtbaan                            | Worlds of Fun                   | 2004    | Open   |
| Aqua Wind                                | Bobsled Coaster                               | Lagunasia                       | 2004    | Open   |
| Pandemonium                              | Draaiende achtbaan                            | Six Flags New England           | 2005    | Open   |
| Cobra                                    | Bobsled Coaster                               | Paultons Park                   | 2006    | Open   |
| Speed: No Limits                         | Euro-Fighter (aangepast)                      | Oakwood Theme Park              | 2006    | Open   |
| Rage                                     | Euro-Fighter#320+                             | Adventure Island                | 2007    | Open   |
| Pandemonium                              | Draaiende achtbaan                            | Six Flags Fiesta Texas          | 2007    | Open   |
| Mystery Mine                             | Euro-Fighter (aangepast)                      | Dollywood                       | 2007    | Open   |
| Pandemonium                              | Draaiende achtbaan                            | Six Flags St. Louis             | 2007    | Open   |
| Hankatten                                | Draaiende achtbaan                            | BonBon-Land                     | 2007    | Open   |
| Galaxy Orbiter                           | Draaiende achtbaan                            | Galaxyland                      | 2007    | Open   |
| SpongeBob SquarePants Rock Bottom Plunge | Euro-Fighter (aangepast)                      | Nickelodeon Universe            | 2008    | Open   |
| Lynet                                    | Lanceerachtbaan                               | Fårup Sommerland                | 2008    | Open   |
| Saw: The ride                            | Euro-Fighter (aangepast)                      | Thorpe Park                     | 2009    | Open   |
| Anubis: The Ride                         | Lanceerachtbaan                               | Plopsaland De Panne             | 2009    | Open   |
| Falcon                                   | Euro-Fighter (320+)                           | Duinrell                        | 2009    | Open   |
| Flucht von Novgorod                      | Euro-Fighter (aangepast)                      | Hansa-Park                      | 2009    | Open   |
| Huracan                                  | Euro-Fighter (aangepast)                      | Belantis                        | 2010    | Open   |
| Van Helsing's Factory                    | Bobsled Coaster                               | Movie Park Germany              | 2011    | Open   |
| Takabisha                                | Euro-Fighter#1000                             | Fuji-Q Highland                 | 2011    | Open   |
| Dragonfly                                | Stalen achtbaan                               | Duinrell                        | 2012    | Open   |
| Renovatie van Turbine/ Sirocco)          | Boemeranglanceerachtbaan (model Shuttle Loop) | Walibi Belgium                  | 2013    | Open   |
| Joker                                    | Draaiende achtbaan                            | Six Flags Mexico                | 2013    | Open   |
| The Smiler                               | Infinity Coaster                              | Alton Towers                    | 2013    | Open   |
| Rattenmühle                              | Bobsled Coaster                               | Familypark                      | 2013    | Open   |
| Karacho                                  | Lanceerachtbaan                               | Erlebnispark Tripsdrill         | 2013    | Open   |
| FireChaser Express                       | Lanceerachtbaan                               | Dollywood                       | 2014    | Open   |
| Kráter                                   | Euro-Fighter (380)                            | KoffiePark (Colombia)           | 2014    | Open   |
| Der Schwur des Kärnan                    | Hypercoaster                                  | Hansa Park                      | 2015    | Open   |
| The Monster                              | Infinity Coaster                              | Adventureland                   | 2016    | Open   |
| Gold Rush                                | Infinity Coaster                              | Attractiepark Slagharen         | 2017    | Open   |
| Pégase Express                           | Family Coaster                                | Parc Astérix                    | 2017    | Open   |
| Tiki Waka                                | Bobsled Coaster                               | Walibi Belgium                  | 2018    | Open   |
| Panic Coaster                            | Boemeranglanceerachtbaan                      | Tokyo Dome City                 | 2019    | Open   |
| Mystic                                   | Infinity Coaster                              | Walibi Rhône-Alpes              | 2019    | Open   |
| Fury                                     | Infinity Coaster                              | Bobbejaanland                   | 2019    | Open   |
| TMNT Shellraiser                         | Euro-Fighter (1000)                           | Nickelodeon Universe Theme Park | 2019    | Open   |
| Wakala                                   | Family Coaster                                | Bellewaerde Park                | 2020    | Open   |
| Gesengte Sau                             | Bobsled Coaster                               | Wurstelprater                   | 2020    | Open   |
| Merkant                                  | Kinderachtbaan                                | Mandoria                        | 2021    | Open   |
| Storm - the dragon legend                | Omgekeerde achtbaan                           | Tusenfryd                       | 2023    | Open   |
| Mecalodon                                | Familieachtbaan                               | Walibi Belgium                  | 2025    | Open   |
| Dragon 2                                 | Familieachtbaan                               | Le Jardin d'acclimatation       | 2025    |        |